# Liste der League-of-Legends-Ligen und -Turniere
Das 2009 veröffentlichte Multiplayer Online Battle Arena (MOBA) League of Legends von Riot Games ist eine beliebte Disziplin im Amateur- und professionellen E-Sport. Diese Liste gibt einen Überblick über die offiziellen Ligen und Turniere.

## Internationale Turniere
- League of Legends Mid-Season Invitational
- League of Legends World Championship

## Professionelle Ligen
Mit Stand 2023 existieren weltweit neun aktive professionelle Ligen („Major Tier“ oder „Tier 1“).
| Name                                       | Kürzel | Region                         | Sitz              | Gründung | Größe |
| ------------------------------------------ | ------ | ------------------------------ | ----------------- | -------- | ----- |
| League of Legends Champions Korea          | LCK    | Südkorea                       | Seoul             | 2012     | 10    |
| League of Legends Pro League               | LPL    | Volksrepublik China            | verschieden       | 2013     | 17    |
| League of Legends EMEA Championship        | LEC    | Europa, Naher Osten und Afrika | Berlin            | 2013     | 10    |
| League of Legends Championship Series      | LCS    | Nordamerika                    | Los Angeles       | 2013     | 10    |
| Pacific Championship Series                | PCS    |                                | online            | 2020     | 10+2  |
| Vietnam Championship Series                | VCS    | Vietnam                        | Ho-Chi-Minh-Stadt | 2018     | 8     |
| Campeonato Brasileiro de League of Legends | CBLOL  | Brasilien                      | São Paulo         | 2012     | 10    |
| League of Legends Japan League             | LJL    | Japan                          | Tokio             | 2014     | 8     |
| Liga Latinoamérica                         | LLA    | Lateinamerika                  | Mexiko-Stadt      | 2019     | 8     |

## Ehemalige Ligen

### Ersetzt
| Name                                              | Region                               | Sitz           | Gründung | Auflösung | Größe       | Ersetzt durch                                    |
| ------------------------------------------------- | ------------------------------------ | -------------- | -------- | --------- | ----------- | ------------------------------------------------ |
| European Masters                                  | Europa                               | verschieden    | 2018     | 2022      | 16          | EMEA Masters                                     |
| Circuito Desafiante                               | Brasilien                            | Rio de Janeiro | 2015     | 2020      | 6           | CBLOL Academy                                    |
| Nordic Championship                               | Nordische Länder                     |                | 2018     | 2020      | 10          | Northern LoL Championship                        |
| United Kingdom League Championship                | Vereinigtes Königreich, Irland       | Online         | 2019     | 2020      | 9           | Northern LoL Championship                        |
| League of Legends Challengers Korea               | Südkorea                             | Seoul          | 2015     | 2020      | 10          | LCK Challengers League                           |
| Oceanic Pro League (OPL)                          | Australien, Neuseeland, Ozeanien     | Sydney         | 2015     | 2020      | 8           | League of Legends Circuit Oceania                |
| League of Legends Master Series                   | Taiwan, Hongkong, Macau              | Taipeh         | 2015     | 2019      | 8           | Pacific Championship Series                      |
| League of Legends SEA Tour                        | Südostasien                          | verschieden    | 2018     | 2019      | 8           | Pacific Championship Series                      |
| LoL Secondary Pro League                          | Volksrepublik China                  | Shanghai       | 2014     | 2017      | 16          | LoL Development League                           |
| LJL Challenger Series                             | Japan                                |                | 2014     | 2018      | 6           | LJL Academy League                               |
| Liga Latinoamérica Norte (LLN)                    | Nördliches Lateinamerika             | Mexiko-Stadt   | 2014     | 2018      | 8           | Liga Latinoamérica                               |
| Copa Latinoamérica Sur (CLS)                      | Südliches Lateinamerika              | Santiago       | 2014     | 2018      | 8           | Liga Latinoamérica                               |
| Garena Premier League (GPL)                       | Taiwan, Hongkong, Macau, Südostasien | verschieden    | 2012     | 2018      | verschieden | League of Legends SEA Tour                       |
| Thailand Pro League (TPL)                         | Thailand                             |                | 2014     | 2018      | 8           | League of Legends SEA Tour Thailand qualifier    |
| Singapore Legends Series (SLS)                    | Singapur                             |                | 2013     | 2018      | 8           | LoL SEA Tour SG/MY qualifier                     |
| LoL Championship Malaysia (LCM)                   | Malaysia                             |                | 2013     | 2018      | 8           | LoL SEA Tour SG/MY qualifier                     |
| Pro Gaming Series (PGS)                           | Philippinen                          |                | 2014     | 2018      | 8           | League of Legends SEA Tour Philippines qualifier |
| LoL Garuda Series (LGS)                           | Indonesien                           |                | 2014     | 2018      | 8           | LoL SEA Tour Indonesia qualifier                 |
| North America League of Legends Challenger Series | Nordamerika                          | Los Angeles    | 2014     | 2017      | 6           | LCS Academy League                               |
| Europe League of Legends Challenger Series        | Europa                               | Berlin         | 2014     | 2017      | 6           | European Masters                                 |
| International Wildcard Invitational               | verschieden                          | verschieden    | 2015     | 2016      | 8           | MSI Play-in Stage                                |
| International Wildcard tournament/qualifier       | verschieden                          | verschieden    | 2013     | 2016      | 8           | Worlds Play-in Stage                             |